# A Fülöp-szigetek az 1988. évi nyári olimpiai játékokon
A Fülöp-szigetek a dél-koreai Szöulban megrendezett 1988. évi nyári olimpiai játékok egyik részt vevő nemzete volt. Az országot az olimpián 11 sportágban 31 sportoló képviselte, akik összesen 1 érmet szereztek.

## Érmesek
| Érem  | Versenyző          | Sportág   | Versenyszám |
| ----- | ------------------ | --------- | ----------- |
| Bronz | Leopoldo Serrantes | Ökölvívás | Papírsúly   |

## Atlétika
Férfi
| Versenyző    | Versenyszám    | Előfutam | Előfutam | Előfutam | Elődöntő | Elődöntő | Elődöntő | Döntő   | Döntő    |
| Versenyző    | Versenyszám    | Idő      | Hely.    | Össz.    | Idő      | Hely.    | Össz.    | Idő     | Helyezés |
| ------------ | -------------- | -------- | -------- | -------- | -------- | -------- | -------- | ------- | -------- |
| Héctor Begeo | 3000 m akadály | 8:46,60  | 8.       | 24.      | 8:35,09  | 12.      | 22.      | kiesett | kiesett  |

Női
| Versenyző            | Versenyszám | Előfutam | Előfutam | Előfutam | Negyeddöntő | Negyeddöntő | Negyeddöntő | Elődöntő | Elődöntő | Elődöntő | Döntő   | Döntő    |
| Versenyző            | Versenyszám | Idő      | Hely.    | Össz.    | Idő         | Hely.       | Össz.       | Idő      | Hely.    | Össz.    | Idő     | Helyezés |
| -------------------- | ----------- | -------- | -------- | -------- | ----------- | ----------- | ----------- | -------- | -------- | -------- | ------- | -------- |
| Lydia de Vega        | 100 m       | 11,67    | 6.       | 35.      | kiesett     | kiesett     | kiesett     | kiesett  | kiesett  | kiesett  | kiesett | kiesett  |
| Agrippina de la Cruz | 100 m gát   | 14,36    | 6.       | 31.      | kiesett     | kiesett     | kiesett     | kiesett  | kiesett  | kiesett  | kiesett | kiesett  |
| Nenita Adan          | 400 m gát   | 1:01,92  | 7.       | 35.      | kiesett     | kiesett     | kiesett     | kiesett  | kiesett  | kiesett  | kiesett | kiesett  |

## Birkózás
Kötöttfogású
| Versenyző          | Versenyszám | Vigaszágas kiesés                                                      | Vigaszágas kiesés | Helyosztók        | Helyosztók        | Bronz- mérkőzés   | Döntő             | Helyezés    |
| Versenyző          | Versenyszám | Vigaszágas kiesés                                                      | Vigaszágas kiesés | 7. helyért        | 5. helyért        | Bronz- mérkőzés   | Döntő             | Helyezés    |
| Versenyző          | Versenyszám | Ellenfél Eredmény                                                      | Hely.             | Ellenfél Eredmény | Ellenfél Eredmény | Ellenfél Eredmény | Ellenfél Eredmény | Helyezés    |
| ------------------ | ----------- | ---------------------------------------------------------------------- | ----------------- | ----------------- | ----------------- | ----------------- | ----------------- | ----------- |
| Florentino Tirante | 52 kg       | A csoport · Erol Kemah (TUR) · 0–18 · Hriszto Filcsev (BUL) · kizárták | 9.                | kiesett           | kiesett           | kiesett           | kiesett           | helyezetlen |

Szabadfogású
| Versenyző           | Versenyszám | Vigaszágas kiesés                                                              | Vigaszágas kiesés | Helyosztók        | Helyosztók        | Bronz- mérkőzés   | Döntő             | Helyezés    |
| Versenyző           | Versenyszám | Vigaszágas kiesés                                                              | Vigaszágas kiesés | 7. helyért        | 5. helyért        | Bronz- mérkőzés   | Döntő             | Helyezés    |
| Versenyző           | Versenyszám | Ellenfél Eredmény                                                              | Hely.             | Ellenfél Eredmény | Ellenfél Eredmény | Ellenfél Eredmény | Ellenfél Eredmény | Helyezés    |
| ------------------- | ----------- | ------------------------------------------------------------------------------ | ----------------- | ----------------- | ----------------- | ----------------- | ----------------- | ----------- |
| Florentino Tirante  | 52 kg       | B csoport · Bíró László (HUN) · kétvállas · Nguyễn Kim Hương (VIE) · kétvállas | 12.               | kiesett           | kiesett           | kiesett           | kiesett           | helyezetlen |
| Dean-Carlos Manibog | 68 kg       | A csoport · Akaisi Kószei (JPN) · kétvállas · Herminio Hidalgo (PAN) · 0–15    | 12.               | kiesett           | kiesett           | kiesett           | kiesett           | helyezetlen |

## Cselgáncs
| Versenyző         | Versenyszám | Csoport | Selejtező                                       | 32-es főtábla                     | Nyolcaddöntő      | Negyeddöntő       | Elődöntő          | Vigaszág nyolcaddöntő | Vigaszág negyeddöntő                | Vigaszág elődöntő | Bronz- mérkőzés   | Döntő             | Helyezés |
| Versenyző         | Versenyszám | Csoport | Ellenfél Eredmény                               | Ellenfél Eredmény                 | Ellenfél Eredmény | Ellenfél Eredmény | Ellenfél Eredmény | Ellenfél Eredmény     | Ellenfél Eredmény                   | Ellenfél Eredmény | Ellenfél Eredmény | Ellenfél Eredmény | Helyezés |
| ----------------- | ----------- | ------- | ----------------------------------------------- | --------------------------------- | ----------------- | ----------------- | ----------------- | --------------------- | ----------------------------------- | ----------------- | ----------------- | ----------------- | -------- |
| Jerry Dino        | Légsúly     | B       | Csang Kuo-csün (Zhang Guojun) (CHN) · 0000–1000 | kiesett                           | kiesett           | kiesett           | kiesett           |                       |                                     |                   |                   |                   | 35.      |
| John Baylon       | Váltósúly   | A       | erőnyerő                                        | Torsten Bréchôt (GDR) · 0000–1000 | kiesett           | kiesett           | kiesett           |                       |                                     |                   |                   |                   | 20.      |
| Benjamin McMurray | Nehézsúly   | B       |                                                 | Henry Stöhr (GDR) · 0000–1000     |                   |                   |                   |                       | Dubrovszky István (HUN) · 0000–1000 | kiesett           | kiesett           |                   | 9.       |

## Evezés
Férfi
| Versenyző       | Versenyszám  | Előfutam | Előfutam | Vigaszág | Vigaszág | Elődöntő | Elődöntő | Döntő   | Döntő   | Döntő   | Helyezés    |
| Versenyző       | Versenyszám  | Idő      | Hely.    | Idő      | Hely.    | Idő      | Hely.    | Típus   | Idő     | Hely.   | Helyezés    |
| --------------- | ------------ | -------- | -------- | -------- | -------- | -------- | -------- | ------- | ------- | ------- | ----------- |
| Edgardo Maerina | Egypárevezős | 8:54,90  | 6.       | 8:27,02  | 5.       | kiesett  | kiesett  | kiesett | kiesett | kiesett | helyezetlen |

## Íjászat
Férfi
| Versenyző   | Versenyszám | Selejtező | Selejtező | Nyolcaddöntő | Nyolcaddöntő | Negyeddöntő | Negyeddöntő | Elődöntő | Elődöntő | Döntő   | Döntő    |
| Versenyző   | Versenyszám | Pont      | Hely.     | Pont         | Hely.        | Pont        | Hely.       | Pont     | Hely.    | Pont    | Helyezés |
| ----------- | ----------- | --------- | --------- | ------------ | ------------ | ----------- | ----------- | -------- | -------- | ------- | -------- |
| Rowel Merto | Egyéni      | 1162      | 68.       | kiesett      | kiesett      | kiesett     | kiesett     | kiesett  | kiesett  | kiesett | kiesett  |

Női
| Versenyző         | Versenyszám | Selejtező | Selejtező | Nyolcaddöntő | Nyolcaddöntő | Negyeddöntő | Negyeddöntő | Elődöntő | Elődöntő | Döntő   | Döntő    |
| Versenyző         | Versenyszám | Pont      | Hely.     | Pont         | Hely.        | Pont        | Hely.       | Pont     | Hely.    | Pont    | Helyezés |
| ----------------- | ----------- | --------- | --------- | ------------ | ------------ | ----------- | ----------- | -------- | -------- | ------- | -------- |
| Basilisa Ygnalaga | Egyéni      | 1055      | 61.       | kiesett      | kiesett      | kiesett     | kiesett     | kiesett  | kiesett  | kiesett | kiesett  |

## Kerékpározás

### Országúti kerékpározás
Férfi
| Versenyző          | Versenyszám   | Idő              | Helyezés      |
| ------------------ | ------------- | ---------------- | ------------- |
| Domingo Villanueva | Mezőnyverseny | 4:45:20 (+12:58) | 103.          |
| Norberto Oconer    | Mezőnyverseny | nem ért célba    | nem ért célba |

### Pálya-kerékpározás
Időfutam
| Név              | Versenyszám  | Idő      | Helyezés |
| ---------------- | ------------ | -------- | -------- |
| Bernardo Rimarim | Férfi egyéni | 1:11,647 | 26.      |

Pontverseny
| Név              | Versenyszám | Selejtező     | Selejtező     | Selejtező     | Döntő   | Döntő      | Döntő    |
| Név              | Versenyszám | Pont          | Körhátrány    | Hely.         | Pont    | Körhátrány | Helyezés |
| ---------------- | ----------- | ------------- | ------------- | ------------- | ------- | ---------- | -------- |
| Bernardo Rimarim | Férfi       | nem ért célba | nem ért célba | nem ért célba | kiesett | kiesett    | kiesett  |

## Ökölvívás
| Versenyző          | Versenyszám | Selejtező                      | 32-es főtábla               | Nyolcaddöntő              | Negyeddöntő                 | Elődöntő                   | Döntő             | Helyezés |
| Versenyző          | Versenyszám | Ellenfél Eredmény              | Ellenfél Eredmény           | Ellenfél Eredmény         | Ellenfél Eredmény           | Ellenfél Eredmény          | Ellenfél Eredmény | Helyezés |
| ------------------ | ----------- | ------------------------------ | --------------------------- | ------------------------- | --------------------------- | -------------------------- | ----------------- | -------- |
| Leopoldo Serrantes | Papírsúly   | erőnyerő                       | Moustafa Esmail (EGY) · RSC | Sammy Stewart (LBR) · 5:0 | Mahjoub M'jirih (MAR) · RSC | Ivajlo Marinov (BUL) · 0:5 | kiesett           |          |
| Roberto Jalnaiz    | Légsúly     | erőnyerő                       | Váradi János (HUN) · 1:4    | kiesett                   | kiesett                     | kiesett                    | kiesett           | 17.      |
| Michael Hormillosa | Harmatsúly  | Jorge Julio (COL) · RSC        | kiesett                     | kiesett                   | kiesett                     | kiesett                    | kiesett           | 33.      |
| Orlando Dollente   | Pehelysúly  | Andre Seymour (BAH) · kizárták | kiesett                     | kiesett                   | kiesett                     | kiesett                    | kiesett           | 33.      |
| Leopoldo Cantancio | Könnyűsúly  | Konsztantyin Czju (URS) · KO   | kiesett                     | kiesett                   | kiesett                     | kiesett                    | kiesett           | 33.      |
| Emmanuel Legaspi   | Középsúly   | erőnyerő                       | Egerton Marcus (CAN) · KO   | kiesett                   | kiesett                     | kiesett                    | kiesett           | 17.      |

RSC – a mérkőzésvezető megállította a mérkőzést

## Súlyemelés
| Versenyző        | Versenyszám | Szakítás | Szakítás | Lökés    | Lökés    | Összesen | Helyezés |
| Versenyző        | Versenyszám | Eredmény | Helyezés | Eredmény | Helyezés | Összesen | Helyezés |
| ---------------- | ----------- | -------- | -------- | -------- | -------- | -------- | -------- |
| Gregorio Colonia | 52 kg       | 90,0     | 22.      | 115,0    | 17.      | 205,0    | 20.      |
| Samuel Alegada   | 56 kg       | 107,5    | 9.       | 135,0    | 11.      | 242,5    | 13.      |
| Ramón Solis      | 90 kg       | 137,5    | 18.      | 180,0    | 15.      | 317,5    | 17.      |

## Úszás
Férfi
| Versenyző          | Versenyszám    | Előfutam | Előfutam | Előfutam | Döntő   | Döntő   | Döntő   | Helyezés |
| Versenyző          | Versenyszám    | Idő      | Hely.    | Össz.    | Típus   | Idő     | Hely.   | Helyezés |
| ------------------ | -------------- | -------- | -------- | -------- | ------- | ------- | ------- | -------- |
| Joseph Buhain      | 100 m pillangó | 57,17    | 1.       | 31.      | kiesett | kiesett | kiesett | kiesett  |
| Joseph Buhain      | 200 m pillangó | 2:05,32  | 4.       | 32.      | kiesett | kiesett | kiesett | kiesett  |
| Joseph Buhain      | 50 m gyors     | 24,26    | 2.       | 33.*     | kiesett | kiesett | kiesett | kiesett  |
| Joseph Buhain      | 200 m gyors    | 1:56,84  | 2.       | 44.      | kiesett | kiesett | kiesett | kiesett  |
| René Concepcion    | 200 m gyors    | 1:55,58  | 1.       | 40.      | kiesett | kiesett | kiesett | kiesett  |
| René Concepcion    | 200 m vegyes   | 2:10,37  | 3.       | 30.      | kiesett | kiesett | kiesett | kiesett  |
| René Concepcion    | 400 m vegyes   | 4:48,00  | 7.       | 30.      | kiesett | kiesett | kiesett | kiesett  |
| René Concepcion    | 100 m gyors    | 53,84    | 5.       | 51.      | kiesett | kiesett | kiesett | kiesett  |
| Patrick Concepcion | 100 m mell     | 1:06,74  | 7.       | 50.      | kiesett | kiesett | kiesett | kiesett  |
| Patrick Concepcion | 200 m mell     | 2:29,62  | 8.       | 46.      | kiesett | kiesett | kiesett | kiesett  |

Női
| Versenyző       | Versenyszám | Előfutam | Előfutam | Előfutam | Döntő   | Döntő   | Döntő   | Helyezés |
| Versenyző       | Versenyszám | Idő      | Hely.    | Össz.    | Típus   | Idő     | Hely.   | Helyezés |
| --------------- | ----------- | -------- | -------- | -------- | ------- | ------- | ------- | -------- |
| Gillian Thomson | 50 m gyors  | 27,43    | 6.       | 30.      | kiesett | kiesett | kiesett | kiesett  |
| Gillian Thomson | 100 m gyors | 59,41    | 1.       | 39.      | kiesett | kiesett | kiesett | kiesett  |
| Gillian Thomson | 100 m hát   | 1:06,51  | 4.       | 28.      | kiesett | kiesett | kiesett | kiesett  |

* - egy másik versenyzővel azonos eredményt ért el

## Vitorlázás
Férfi
| Versenyző      | Versenyszám | Futam   | Futam | Futam | Futam | Futam  | Futam   | Futam | Pontszám | Helyezés |
| Versenyző      | Versenyszám | 1       | 2     | 3     | 4     | 5      | 6       | 7     | Pontszám | Helyezés |
| -------------- | ----------- | ------- | ----- | ----- | ----- | ------ | ------- | ----- | -------- | -------- |
| Richard Paz    | Divízió II  | (42,0)  | 41,0  | 39,0  | 32,0  | 23,0   | 28,0    | 29,0  | 192,0    | 26.      |
| Nestor Soriano | Finn dingi  | (40,0*) | 40,0* | 36,0  | 36,0  | 40,0** | 40,0*** | 40,0* | 232,0    | 33.      |

* - nem ért célba

** - nem indult

*** - kizárták (korai rajt)

## Vívás
Férfi
| Versenyző      | Versenyszám  | Selejtező | Selejtező | Selejtező         | Selejtező | Selejtező         | Selejtező | Főtábla           | Főtábla           | Vigaszág          | Vigaszág          | Negyeddöntő       | Elődöntő          | Döntő             | Helyezés |
| Versenyző      | Versenyszám  | 1. kör | 1. kör    | 2. kör            | 2. kör    | 3. kör            | 3. kör    | 1. kör            | 2. kör            | 1. kör            | 2. kör            | Negyeddöntő       | Elődöntő          | Döntő             | Helyezés |
| Versenyző      | Versenyszám  | Ellenfél Eredmény | Hely.     | Ellenfél Eredmény | Hely.     | Ellenfél Eredmény | Hely.     | Ellenfél Eredmény | Ellenfél Eredmény | Ellenfél Eredmény | Ellenfél Eredmény | Ellenfél Eredmény | Ellenfél Eredmény | Ellenfél Eredmény | Helyezés |
| -------------- | ------------ | --- | --------- | ----------------- | --------- | ----------------- | --------- | ----------------- | ----------------- | ----------------- | ----------------- | ----------------- | ----------------- | ----------------- | -------- |
| Percival Alger | Kard, egyéni | 3. csoport · Mark Slade (GBR) · 4–5 · Csia Kuj-hua (Jia Guihua) (CHN) · 3–5 · Jean-Paul Banos (CAN) · 1–5 · Philippe Delrieu (FRA) · 2–5 · Gedővári Imre (HUN) · 0–5 · Vaszil Etropolszki (BUL) · 0–5 | 7.        | kiesett           | kiesett   | kiesett           | kiesett   | kiesett           | kiesett           | kiesett           | kiesett           | kiesett           | kiesett           | kiesett           | 37.      |